# NGC 236
NGC 236은 물고기자리에 위치한 나선 은하이다. 1864년 8월 3일, 독일인 천문학자 Albert Marth에 의해 발견되었다.